# Джонстон, Дерек
Де́рек Джо́зеф Джо́нстон (англ. Derek Joseph Johnstone; 4 ноября 1953, Данди, Шотландия) — шотландский футболист, тренер.
В свою бытность футболистом выступал за такие клубы, как шотландские «Рейнджерс», «Данди Юнайтед», «Партик Тисл» и английский «Челси». Лучший бомбардир чемпионата Шотландии 1977/78. По итогам того же сезона Джонстон был назван «Игроком года» в «горской» стране, как по версии журналистов, так и по версии коллег-футболистов.
В период с 1973 по 1979 год форвард защищал цвета национальной сборной Шотландии, провёл в её составе 14 матчей, забил два мяча. Дерек был в составе «тартановой армии», участвовавшей в чемпионате мира 1978 года, но не сыграл на турнире ни одной встречи.
Преимущественно Джонстон выступал на позиции нападающего, однако славился своей универсальностью — вследствие этого тренеры достаточно часто ставили его в полузащиту и даже в оборону.
После окончания карьеры футболиста Дерек недолгое время возглавлял в качестве главного тренера свой последний «игровой» клуб — «Партик Тисл».
В 2008 году Джонстон был включён в Зал славы шотландского футбола.

## Клубная карьера

### «Рейнджерс»
Дерек родился 4 ноября 1953 года в шотландском городе Данди.
Ещё в школе Джонстон увлёкся футболом, неплохо выступал за команду своего учебного заведения и был ярым болельщиком «Данди Юнайтед». Именно в это время талантливого игрока заметили скауты клуба «Рейнджерс». В 1968 году представители «джерс» вышли на юного Дерека, предложив подписать с глазговцами контракт игрока молодёжной команды. Джонстон с готовностью откликнулся на подобную перспективу и в декабре того же года был зачислен в Академию «Рейнджерс».
Перед сезоном 1970/71 Дерек заключил с «джерс» свой первый профессиональный контракт. Дебют Джонстона в первом составе глазговцев состоялся 19 сентября 1970 года — в тот день его клуб в рамках чемпионата страны встречался с «Кауденбитом». Молодой футболист отлично провёл эту встречу, дважды забив в ворота «шахтёров», сам матч закончился разгромной победой «Рейнджерс» — 5:0. Возраст Дерека на тот момент был всего 16 лет и 319 дней. В октябре Джонстон вновь приковал к себе повышенное внимание общественности, когда в финальном поединке Кубка шотландской лиги единственный гол юного форварда позволил его команде победить своих заклятых соперников по «Old Firm», «Селтик», с минимальным счётом 1:0. Позднее наставник «Рейнджерс» Уильям Уодделл признавался, что перед матчем переживал за психологическое состояние молодого Дерека, однако ставка на него оправдала себя — этот трофей стал первым для «джерс» за последние пять лет. Несмотря на столь впечатляющее начало в профессиональном футболе бо́льшую первых сезонов в «джерс» Джонстон лишь периодически выходил на поле. Основной причиной этого была яркая игра прямого конкурента Дерека по амплуа — Колина Стина. В то же время менеджер клуба Уодделл, разглядев в молодом футболисте универсала, начал использовать Джонстона в центре защиты, часто подменяя основных «оборонцев» глазговцев — Ронни Маккиннона и Колина Джексона. Так, в финальном поединке Кубка обладателей кубков сезона 1971/72 между «Рейнджерс» и московским «Динамо», Дерек вышел в основном составе, составив пару центральных «дефов» с Джоном Грейгом. Джонстон, несмотря на возраст, хладнокровно и уверенно провёл игру и помог своей команде стать обладателем трофея.
В следующем футбольном году Дерек стал футболистом основного состава «джерс». В финальной игре того сезона, коей стал финал розыгрыша Кубка Шотландии против «Селтика», «Рейнджерс» победили своих оппонентов со счётом 3:2. Сам Джонстон внёс значительный вклад в этот успех, став соавтором третьего, решающего мяча «джерс»: Дерек нанёс сильный удар из-за штрафной, вратарь «Селтика» Алли Хантер справился, но отбил снаряд перед собой, после чего набежавший Том Форсайт добил мяч в сетку ворот «бело-зелёных».
В следующем году молодой футболист вместе с глазговцами впервые завоевал золотые медали чемпионата страны, прервав царившую до этого 9-летнюю гегемонию «Селтика». Ещё через сезон «Рейнджерс» повторили и развили этот успех, сделав «требл», то есть став победителями первенства Шотландии, а также завоевав оба национальных Кубка. Дерек внёс весомый вклад в эти победы «джерс», забив в общей сложности 31 гол в 51 матче, в том числе Джонстон дважды отличился в финале Кубка страны против «Харт оф Мидлотиан». Этот матч стал ещё примечателен и тем, что форвард провёл самый быстрый мяч в истории решающих поединков за национальный трофей — он нанёс точный результативный удар по воротам голкипера «Хартс» Джима Круикшенка уже на 42-й секунде встречи.
Сезон 1976/77 стал для «Рейнджерс» неудачным — команда финишировала второй в чемпионате страны, играла в финале Кубка Шотландии, где уступила «Селтику» и достигла лишь полуфинала в Кубке лиги. Однако в следующем футбольном году «джерс» вновь оказались на вершине всех национальных турниров, второй раз за три года оформив «требл». Для Джонстона тот год стал самым успешным за всю его карьеру — он выиграл гонку бомбардиров первенства страны с 25 голами и за своё яркое выступление удостоился обоих наград лучшему футболисту Шотландии — как по версии коллег-игроков, так и по версии журналистов «горской страны». В межсезонье Дереком заинтересовались английские клубы — «Арсенал» и «Тоттенхэм Хотспур». Джонстон высказал свою заинтересованность в переезде в Лондон, но новый тренер «Рейнджерс» Джон Грейг сумел уговорить своего недавнего партнёра на футбольном поле остаться в Глазго и доверил ему роль капитана команды. В первом же сезоне, будучи официальным лидером коллектива, Дерек чуть не привёл «джерс» ко второму подряд «треблу»: «рейнджеры» стали обладателями обоих Кубков Шотландии, но, уступив за два тура до конца первенства страны «Селтику» 2:4, в итоге пропустили «кельтов» на первое место в турнирной таблице. Этот футбольный год стал высшей точкой эры Джона Грейга на посту главного тренера «Рейнджерс» — за следующие несколько лет глазговцы довольствовались лишь двумя трофеями: национальным Кубком в 1981 и Кубком лиги в 1982 году. В чемпионате Шотландии же наступило время клубов «New Firm» — «Данди Юнайтед» и «Абердина».

### «Челси»
Сразу после финального поединка национального Кубка, в котором 21 мая 1983 года «Рейнджерс» состязались с «Абердином», Джон Грейг по просьбе самого Джонстона выставил футболиста на трансфер. Покупатель нашёлся быстро — английский «Челси» заручился услугами Дерека, заплатив клубу с арены «Айброкс» 30 тысяч фунтов стерлингов. Пребывание на «Стэмфорд Бридж» счастливым для шотландца не стало: не попадая в стартовый состав, за два сезона он провёл за «синих» всего лишь четыре матча. Также за это время он успел ненадолго вернуться на родину, чтобы по арендному соглашению поиграть за «Данди Юнайтед».

### Возвращение в «Рейнджерс»
В январе 1985 года наставник «джерс» Джок Уоллес вернул футболиста на «Айброкс», отдав за него 25 тысяч фунтов. То время было достаточно тяжёлым для «Рейнджерс», поэтому менеджер глазговцев выразил надежду, что возвращение Джонстона вернёт клубу и победы. Этого не произошло — за следующие полтора сезона Дерек принял участие в 23 играх, в которых он лишь один раз отличился забитым мячом. По приходе на пост главного тренера «Рейнджерс» Грэма Сунесса летом 1986 года клуб разорвал с форвардом контракт.

### Играющий тренер в «Партик Тисл»
После расставания с «джерс» Джонстон недолгое время совмещал работы менеджера и игрока в глазговской команде «Партик Тисл». На тренерском поприще Дерек не достиг никаких успехов и в 1987 году объявил о том, что он покидает профессиональный футбол.

### Клубная статистика
| Клуб                     | Сезон                    | Чемпионат | Чемпионат | Кубок | Кубок | Кубок Лиги | Кубок Лиги | Еврокубки | Еврокубки | Итого | Итого |
| Клуб                     | Сезон                    | Игры      | Голы      | Игры  | Голы  | Игры       | Голы       | Игры      | Голы      | Игры  | Голы  |
| ------------------------ | ------------------------ | --------- | --------- | ----- | ----- | ---------- | ---------- | --------- | --------- | ----- | ----- |
| Рейнджерс                | 1970/71                  | 17        | 6         | 2     | 1     | 1          | 1          | 1         | 0         | 21    | 8     |
| Рейнджерс                | 1971/72                  | 17        | 7         | 7     | 1     | 6          | 4          | 5         | 0         | 35    | 12    |
| Рейнджерс                | 1972/73                  | 31        | 4         | 6     | 1     | 8          | 5          | —         | —         | 45    | 10    |
| Рейнджерс                | 1973/74                  | 31        | 1         | 2     | 0     | 9          | 0          | 2         | 1         | 44    | 2     |
| Рейнджерс                | 1974/75                  | 27        | 14        | 2     | 0     | 6          | 2          | —         | —         | 35    | 16    |
| Рейнджерс                | 1975/76                  | 33        | 16        | 4     | 7     | 10         | 6          | 4         | 2         | 51    | 31    |
| Рейнджерс                | 1976/77                  | 27        | 15        | 5     | 1     | 8          | 5          | 2         | 0         | 42    | 21    |
| Рейнджерс                | 1977/78                  | 33        | 25        | 5     | 6     | 8          | 6          | 1         | 1         | 47    | 38    |
| Рейнджерс                | 1978/79                  | 31        | 9         | 8     | 4     | 10         | 2          | 4         | 1         | 53    | 16    |
| Рейнджерс                | 1979/80                  | 33        | 15        | 6     | 3     | 2          | 1          | 6         | 2         | 47    | 21    |
| Рейнджерс                | 1980/81                  | 26        | 4         | 4     | 2     | 3          | 1          | —         | —         | 33    | 7     |
| Рейнджерс                | 1981/82                  | 28        | 9         | 4     | 4     | 8          | 3          | 2         | 0         | 42    | 16    |
| Рейнджерс                | 1982/83                  | 16        | 6         | 1     | 0     | 5          | 3          | 4         | 2         | 26    | 11    |
| Рейнджерс                | 1984/85                  | 11        | 1         | 1     | 0     | —          | —          | —         | —         | 12    | 1     |
| Рейнджерс                | 1985/86                  | 8         | 0         | —     | —     | 1          | 0          | 2         | 0         | 11    | 0     |
| Всего за «Рейнджерс»     | Всего за «Рейнджерс»     | 369       | 132       | 57    | 30    | 85         | 39         | 33        | 9         | 544   | 210   |
| Челси                    | 1983/84                  | 2         | 0         | —     | —     | —          | —          | —         | —         | 2     | 0     |
| Челси                    | 1984/85                  | 2         | 0         | —     | —     | —          | —          | —         | —         | 2     | 0     |
| Всего за «Челси»         | Всего за «Челси»         | 4         | 0         | 0     | 0     | 0          | 0          | 0         | 0         | 4     | 0     |
| Данди Юнайтед            | 1983/84                  | 4         | 0         | —     | —     | 2          | 2          | —         | —         | 6     | 2     |
| Всего за «Данди Юнайтед» | Всего за «Данди Юнайтед» | 4         | 0         | 0     | 0     | 2          | 2          | 0         | 0         | 6     | 2     |
| Партик Тисл              | 1986/87                  | 4         | 0         | —     | —     | —          | —          | —         | —         | 4     | 0     |
| Всего за «Партик Тисл»   | Всего за «Партик Тисл»   | 4         | 0         | 0     | 0     | 0          | 0          | 0         | 0         | 4     | 0     |
| Всего за карьеру         | Всего за карьеру         | 381       | 132       | 57    | 30    | 87         | 41         | 33        | 9         | 558   | 212   |

## Сборная Шотландии
Дебют Джонстона в национальной сборной Шотландии состоялся 12 мая 1973 года, когда в рамках Домашнего чемпионата Великобритании «тартановая армия» уступила команде Уэльса со счётом 0:2. 13 мая 1978 года Дерек впервые отличился голом в составе «горцев», поразив ворота североирландцев. Через четыре дня форвард вновь смог добиться успеха — на этот раз его точный результативный удар пришёлся на поединок против Уэльса. Летом того же года Джонстон в составе шотландцев отправился на мировое первенство, которое проводилось в Аргентине. Несмотря на отличную спортивную форму, продемонстрированную Дереком в предыдущих матчах, главный тренер сборной Алли Маклауд все три матча «горцев» на турнире продержал нападающего на скамейке запасных. Сам чемпионат «тартановая армия» провалила, не сумев выйти из не самой сильной группы, где её соперниками были национальные команды Перу, Нидерландов и Ирана. В следующем году Джонстон провёл последний матч в шотландской сборной, коим стала встреча с Бельгией.
Всего за шесть лет выступлений за «тартановую армию» Дерек принял участие в 14 играх, в которых два раза отличался забитыми мячами.

### Матчи и голы за сборную Шотландии
| Матчи и голы Джонстона за сборную Шотландии | Матчи и голы Джонстона за сборную Шотландии | Матчи и голы Джонстона за сборную Шотландии | Матчи и голы Джонстона за сборную Шотландии | Матчи и голы Джонстона за сборную Шотландии | Матчи и голы Джонстона за сборную Шотландии | Матчи и голы Джонстона за сборную Шотландии       |
| №                                           | Дата                                        | Место                                       | Оппонент                                    | Счёт                                        | Голы Джонстона                              | Соревнование                                      |
| ------------------------------------------- | ------------------------------------------- | ------------------------------------------- | ------------------------------------------- | ------------------------------------------- | ------------------------------------------- | ------------------------------------------------- |
| 1                                           | 12 мая 1973                                 | «Рейскорс Граунд», Рексем, Уэльс            | Уэльс                                       | 2:0                                         | —                                           | Домашний чемпионат Великобритании                 |
| 2                                           | 16 мая 1973                                 | «Хэмпден Парк», Глазго, Шотландия           | Северная Ирландия                           | 1:2                                         | —                                           | Домашний чемпионат Великобритании                 |
| 3                                           | 19 мая 1973                                 | «Уэмбли», Лондон, Англия                    | Англия                                      | 0:1                                         | —                                           | Домашний чемпионат Великобритании                 |
| 4                                           | 22 июня 1973                                | «Ванкдорф», Берн, Швейцария                 | Швейцария                                   | 0:1                                         | —                                           | Товарищеский матч                                 |
| 5                                           | 30 июня 1973                                | «Хэмпден Парк», Глазго, Шотландия           | Бразилия                                    | 0:1                                         | —                                           | Товарищеский матч                                 |
| 6                                           | 30 октября 1974                             | «Хэмпден Парк», Глазго, Шотландия           | ГДР                                         | 3:0                                         | —                                           | Товарищеский матч                                 |
| 7                                           | 16 апреля 1975                              | «Уллеви», Гётеборг, Швеция                  | Швеция                                      | 1:1                                         | —                                           | Товарищеский матч                                 |
| 8                                           | 7 апреля 1976                               | «Хэмпден Парк», Глазго, Шотландия           | Швейцария                                   | 1:0                                         | —                                           | Товарищеский матч                                 |
| 9                                           | 8 мая 1976                                  | «Хэмпден Парк», Глазго, Шотландия           | Северная Ирландия                           | 3:0                                         | —                                           | Домашний чемпионат Великобритании                 |
| 10                                          | 15 мая 1976                                 | «Хэмпден Парк», Глазго, Шотландия           | Англия                                      | 2:1                                         | —                                           | Домашний чемпионат Великобритании                 |
| 11                                          | 22 февраля 1978                             | «Хэмпден Парк», Глазго, Шотландия           | Болгария                                    | 2:1                                         | —                                           | Товарищеский матч                                 |
| 12                                          | 13 мая 1978                                 | «Хэмпден Парк», Глазго, Шотландия           | Северная Ирландия                           | 1:1                                         | 1                                           | Домашний чемпионат Великобритании                 |
| 13                                          | 17 мая 1978                                 | «Хэмпден Парк», Глазго, Шотландия           | Уэльс                                       | 1:1                                         | 1                                           | Домашний чемпионат Великобритании                 |
| 14                                          | 19 декабря 1979                             | «Хэмпден Парк», Глазго, Шотландия           | Бельгия                                     | 1:3                                         | —                                           | Отборочный матч чемпионата Европы по футболу 1980 |

Итого: 14 матчей / 2 гола; 6 побед, 3 ничьих, 5 поражений.

### Сводная статистика игр/голов за сборную
| Сборная          | Год              | Отборочные матчи ЧМ | Отборочные матчи ЧМ | Финальные матчи ЧМ | Финальные матчи ЧМ | Отборочные матчи ЧЕ | Отборочные матчи ЧЕ | Финальные матчи ЧЕ | Финальные матчи ЧЕ | Товарищеские матчи | Товарищеские матчи | Домашний чемпионат Великобритании | Домашний чемпионат Великобритании | Итого | Итого |
| Сборная          | Год              | Игры                | Голы                | Игры               | Голы               | Игры                | Голы                | Игры               | Голы               | Игры               | Голы               | Игры                              | Голы                              | Игры  | Голы  |
| ---------------- | ---------------- | ------------------- | ------------------- | ------------------ | ------------------ | ------------------- | ------------------- | ------------------ | ------------------ | ------------------ | ------------------ | --------------------------------- | --------------------------------- | ----- | ----- |
| Шотландия        | 1973             | —                   | —                   | —                  | —                  | —                   | —                   | —                  | —                  | 2                  | 0                  | 3                                 | 0                                 | 5     | 0     |
| Шотландия        | 1974             | —                   | —                   | —                  | —                  | —                   | —                   | —                  | —                  | 1                  | 0                  | —                                 | —                                 | 1     | 0     |
| Шотландия        | 1975             | —                   | —                   | —                  | —                  | —                   | —                   | —                  | —                  | 1                  | 0                  | —                                 | —                                 | 1     | 0     |
| Шотландия        | 1976             | —                   | —                   | —                  | —                  | —                   | —                   | —                  | —                  | 1                  | 0                  | 2                                 | 0                                 | 3     | 0     |
| Шотландия        | 1978             | —                   | —                   | —                  | —                  | —                   | —                   | —                  | —                  | 1                  | 0                  | 2                                 | 2                                 | 3     | 2     |
| Шотландия        | 1979             | —                   | —                   | —                  | —                  | 1                   | 0                   | —                  | —                  | —                  | —                  | —                                 | —                                 | 1     | 0     |
| Всего за карьеру | Всего за карьеру | 0                   | 0                   | 0                  | 0                  | 1                   | 0                   | 0                  | 0                  | 6                  | 0                  | 7                                 | 2                                 | 14    | 2     |

## Сборная Шотландской футбольной лиги
Также с 1973 по 1974 год Джонстон приглашался и играл в составе сборной Шотландской футбольной лиги, которая проводила товарищеские матчи с аналогичной командой из Англии. Всего за клубных «горцев» Дерек провёл две встречи.

### Матчи за сборную Футбольной лиги Шотландии
| Матчи Джонстона за сборную Футбольной лиги Шотландии | Матчи Джонстона за сборную Футбольной лиги Шотландии | Матчи Джонстона за сборную Футбольной лиги Шотландии | Матчи Джонстона за сборную Футбольной лиги Шотландии | Матчи Джонстона за сборную Футбольной лиги Шотландии | Матчи Джонстона за сборную Футбольной лиги Шотландии | Матчи Джонстона за сборную Футбольной лиги Шотландии |
| №                                                    | Дата                                                 | Место                                                | Оппонент                                             | Счёт                                                 | Голы Джонстона                                       | Соревнование                                         |
| ---------------------------------------------------- | ---------------------------------------------------- | ---------------------------------------------------- | ---------------------------------------------------- | ---------------------------------------------------- | ---------------------------------------------------- | ---------------------------------------------------- |
| 1                                                    | 27 марта 1973                                        | «Хэмпден Парк», Глазго, Шотландия                    | Сборная Футбольной лиги Англии                       | 2:2                                                  | —                                                    | Товарищеский матч                                    |
| 2                                                    | 20 марта 1974                                        | «Мейн Роуд», Манчестер, Англия                       | Сборная Футбольной лиги Англии                       | 0:5                                                  | —                                                    | Товарищеский матч                                    |

Итого: 2 матча / 0 голов; 0 побед, 1 ничья, 1 поражение.

## Достижения

### Командные достижения
«Рейнджерс»
- Чемпион Шотландии (3): 1974/75, 1975/76, 1977/78
- Обладатель Кубка Шотландии (5): 1972/73, 1975/76, 1977/78, 1978/79, 1980/81
- Обладатель Кубка шотландской лиги (5): 1970/71, 1975/76, 1977/78, 1978/79, 1981/82
- Финалист Кубка Шотландии (6): 1970/71, 1976/77, 1978/80, 1981/82, 1982/83, 1984/85
- Финалист Кубка шотландской лиги: 1982/83

«Челси»
- Победитель Второго дивизиона Футбольной лиги: 1983/84

### Личные достижения
- Игрок года по версии футболистов Профессиональной футбольной ассоциации Шотландии: 1978
- Игрок года по версии Шотландской ассоциации футбольных журналистов: 1978
- Лучший бомбардир чемпионата Шотландии: 1977/78
- Зал славы шотландского футбола: включён в 15 ноября 2008[3]

## Последующие годы
В последующие годы Джонстон работал в качестве футбольного эксперта и телекомментатора в таких медиакомпаниях, как «BBC Scotland», «Radio Clyde» и «Real Radio».
В ноябре 2008 году Дерек был включён в Зал славы шотландского футбола.